# Black and tan coonhound
El black and tan coonhound (en español, perro negro y fuego para la caza del mapache) es una de las seis variedades reconocidas de coonhound, una raza canina de caza perteneciente a los sabuesos. Como los otros coonhound, el black and tan fue desarrollado en Estados Unidos específicamente para asistir en la caza del mapache, siguiendo su rastro y acorralándolo.
Considerado un perro de trabajo, su crianza fue pensada para encarar los ecosistemas típicos del territorio estadounidense, y sus propiedades físicas le permiten un alto desempeño en condiciones climatológicas desfavorables tanto en altas como bajas temperaturas y terrenos accidentados. De modo similar a los bloodhound y beagle, su principal característica es su agudo olfato, que le permite rastrear a su objetivo a grandes distancias con base en muestras frías. Siendo una raza de gran fortaleza y valentía, también es apto para la cacería de venado, jabalí, oso, león de montaña y otra caza mayor.
El perfil general del black and tan coonhound es el de un perro poderoso, ágil y siempre alerta. Ya que se trata de un perro de trabajo, su complexión debe mostrar una buena musculatura y huesos fuertes. Su personalidad apacible y sociable lo vuelve también una raza ideal como animal de compañía.

## Historia
El ancestro más antiguo del black and tan coonhound puede ser rastreado hasta el siglo XI en el talbot, una raza originaria de Normandía y popular en Inglaterra por su habilidad como compañero de caza, sin embargo, su ancestro inmediato se encuentra en el foxhound americano y el black and tan foxhound de Virginia de la América Británica. Aunque se desconoce parte del desarrollo de esta raza, se cree que también debe sus características al bloodhound, del que adquirió una estructura ósea más grande comparada con otros sabuesos, sus largas orejas y el olfato propios de la raza. También se consideran al gran sabueso azul de Gascuña y el kerry beagle como parte de sus ancestros.
Originario de las montañas del sur de los Apalaches, el black and tan coonhound fue una de las numerosas razas de perro criadas para el rastreo del mapache y la comadreja en la naturaleza del territorio estadounidense, pero pronto se descubrió su capacidad para enfrentar caza mayor. Esta versatilidad lo convirtió en un acompañante ideal para los colonos que aprovechaban su habilidad para seguir la pista de sus presas y arrinconarlas en árboles hasta la llegada del cazador.

### Reconocimiento
Algunos autores consideran al black and tan como una de las pocas razas “verdaderamente estadounidenses”, ya que incluso George Washington poseía cuatro ejemplares. Por esta razón, el black and tan fue el primero de los coonhound en ser reconocido por el United Kennel Club en 1900 y fue registrado durante varios años como American Black and Tan Fox and Coonhound.
En 1921 William N. Cosner, fundador del National Black and Tan Club, crio al primer ejemplar con orejas más largas, que posteriormente pasó a ser considerado el estándar que se mantiene hasta la actualidad. Junto con otros criadores como Don Stringer y Orville Dunham representa a los pioneros de la raza y fueron los responsables de redactar del primer estándar para la American Kennel Club, que reconocería al black and tan en 1945.

## Apariencia general
El cuerpo del black and tan coonhound está completamente cubierto por un pelaje corto y denso de color negro con encendidas marcas cobrizas similares a las del Rottweiler, que le permite resistir la dureza del invierno y el calor del verano. El cuerpo de un black and tan arquetípico debe ser proporcional en longitud y altura, y su aspecto general guarda armonía en todos los aspectos.
En la actualidad el Continental Kennel Club considera válidas dos líneas distintas del black and tan, la de exposición, de tamaño y proporciones de apariencia exagerada pero aún armoniosas, y la de campo, que tiende a ser más ligero y apto para el trabajo de cacería y mantiene un instinto de rastreo más persistente. Para ambas el dimorfismo sexual de los ejemplares es de machos ligeramente más grandes que las hembras con las mismas características estéticas.

### Cabeza
Aunque ligeramente alargado, el cráneo del black and tan coonhound es mesocéfalo y bracoide. Medida desde la parte posterior del cráneo hasta la nariz, la longitud de la cabeza oscila entre los 22 y 24.5 cm (9 a 10 in) en los machos y de 19.5 a 22 cm (19.5 a 22 in) en las hembras. El hocico es paralelo al cráneo y tiene la apariencia típica de los sabuesos, con mordida de tijera. La depresión naso-frontal es moderada y la trufa es completamente negra. Las orejas se colocan a la altura de los ojos, hacia atrás y en caída con dobleces, y alcanzan una longitud ligeramente mayor a la punta de la nariz. La piel de la cara no debe presentar ningún pliegue. La expresión facial del black and tan es alerta, amigable y vigorosa.

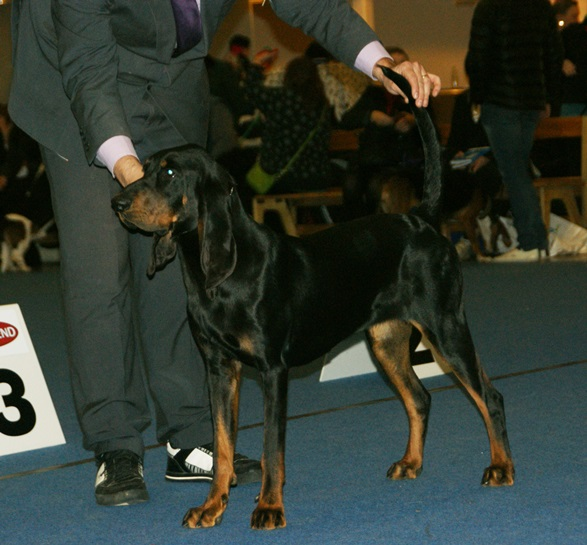
Una hembra black and tan coonhound posando en exposición canina.

### Cuerpo y cuello
El black and tan coonhound en general es descrito como una raza de tamaño mediano a grande. Su longitud desde el hombro hasta la base de la cola ronda de los 64 a los 69 cm (25 a 27 in) en los machos y de los 58 a 64 cm (23 a 25 in) en las hembras, y es ligeramente mayor a la altura a la cruz. La espalda es completamente horizontal y la apariencia general del cuerpo guarda proporción con las patas, de modo que no parece demasiado alto ni demasiado bajo. El cuello es inclinado y de longitud mediana, y presenta musculatura notable con ligera papada. El pecho debe llegar por lo menos hasta los codos y las costillas son ceñidas y de forma redondeada.

### Extremidades
Las extremidades deben ser rectas y guardar proporción con los demás aspectos del ejemplar. La longitud de los miembros no debe excederse de modo que la relación entre altura y longitud del cuerpo conformen un cuadrado. Los muslos deben ser musculosos y los huesos grandes y fuertes. Las patas son compactas, con dedos bien angulados y almohadillas gruesas y fuertes. El andar del black and tan debe ser armonioso y mantener una postura con el lomo recto.

### Cola
La cola del black and tan es larga y fuerte, y su base se encuentra ligeramente detrás de la línea de la espalda. Con el ejemplar suelto su posición debe asemejar el ángulo recto y presentar una curvatura muy ligera.

### Otras observaciones
A menudo se confunde al black and tan coonhound con el austrian black and tan hound por la similitud de sus nombres y apariencia, pero es fácil distinguir entre ambas razas observando las diferencias en las orejas y el hocico. Algunos ejemplares presentan coloración blanca en el pelaje de pecho y patas, aunque es indeseable. Así mismo, el pelaje cobrizo que exceda más 15% del total, o éste de tonalidad demasiado oscura o demasiado clara son motivos para descalificar al ejemplar para la certificación de pedigree, ya que se trata de una raza que se cría selectivamente con base en su pelaje.

## Características
Fundamentalmente un perro de caza, el black and tan coonhound posee un instinto nato para el rastreo de presas mediante el olfato y aunque no es particularmente veloz, es un perro ágil y sus atributos físicos le permiten cubrir grandes distancias incluso en el ambiente más escabroso. La espesura de su pelaje, ligeramente graso, lo protege bien de la suciedad y asperezas del terreno, o del ataque de otros animales.

## Temperamento
Los black and tan coonhound son perros por naturaleza activos e independientes.

## Salud
Generalmente con buena salud, puede tener riesgo de displasia de cadera, infecciones de oído y problemas de vista.